# Robin Hull
Pour les articles homonymes, voir Hull.
Robin Hull, né le 16 août 1974 en Angleterre, est un joueur professionnel finlandais de snooker et le seul joueur professionnel originaire de ce pays.

## Carrière
Il a réalisé plus de 135 centuries durant sa carrière, faisant de lui l'un des joueurs ayant accompli le plus de breaks de ce niveau parmi ceux qui ont figuré dans le top 16 mondial.
Hull est, avec de Ken Doherty, Thepchaiya Un-Nooh, Barry Pinches et Mark Selby, l'un des cinq joueurs à avoir manqué la dernière bille noire pour accomplir le fameux break maximum de 147 points.

## Palmarès
| Légende | Catégorie                      | Titres                         | Finales                        |
|         | Tournois classés               | 0                              | 0                              |
|         | Tournois non classés           | 2                              | 0                              |
|         | Tournois pro-am                | 1                              | 1                              |
|         | Tournois amateurs              | 11                             | 1                              |
| Gras    | Tournois de la triple couronne | Tournois de la triple couronne | Tournois de la triple couronne |

### Titres
| Saison    | Nom du tournoi                                   | Lieu         | Finaliste         | Score | Tableau |
| 1992      | Championnat du monde amateur des moins de 21 ans | Brunei       | Patrick Delsemme  | 11-7  |         |
| 1992      | Championnat de Finlande amateur                  |              | Jyri Virtanen     | 5-0   | [ 5 ]   |
| 1997      | Championnat d'Europe amateur                     | Biarritz     | Kristján Helgason | 7-3   | [ 6 ]   |
| 2000-2001 | Open d'Autriche                                  | Wels         | Matthew Couch     | 5-1   | Tableau |
| 2001-2002 | Circuit de la WPBSA (épreuve 3)                  | Swindon      | Colm Gilcreest    | 5-4   |         |
| 2005      | Championnat de Finlande amateur (2)              | Helsinki     | Risto Värynen     | 5-4   | [ 7 ]   |
| 2009      | Championnat de Finlande amateur (3)              | Helsinki     | Kimmo Lang        | 4-0   | [ 8 ]   |
| 2011      | Championnat de Finlande amateur (4)              | Helsinki     | Antti Mannila     | 4-0   | [ 9 ]   |
| 2013      | Championnat de Finlande amateur (5)              |              | Kimmo Lang        | 5-0   | [ 10 ]  |
| 2013      | Championnat d'Europe amateur (2)                 | Zielona Góra | Gareth Allen      | 7-2   | [ 11 ]  |
| 2014      | Championnat de Finlande amateur (6)              |              | Kimmo Lang        | 5-4   | [ 12 ]  |
| 2015-2016 | Snooker Shoot-Out                                | Reading      | Luca Brecel       | 1-0   | Tableau |
| 2018      | Championnat de Finlande amateur (7)              |              | Antti Tolvanen    | 4-1   | [ 13 ]  |
| 2020      | Championnat de Finlande amateur (8)              | Oulo         | Heikki Niva       | 4-0   | [ 14 ]  |

### Finales perdues
| Saison    | Nom du tournoi               | Lieu     | Vainqueur     | Score | Tableau |
| 1993-1994 | Championnat d'Europe amateur | Helsinki | Neil Mosley   | 6-8   | [ 15 ]  |
| 2009-2010 | Challenge de Finlande        | Turku    | Mark Williams | 1-6   | Tableau |